# حسن جونسون
حسن جونسون (بالإنجليزية: Hassan Johnson)‏ هو عارض وممثل أمريكي، ولد في 19 نوفمبر 1976 في الولايات المتحدة.

## أعمال

### أفلام
- (2014) أفضل خمسة[4]

## وصلات خارجية
- حسن جونسون على موقع IMDb (الإنجليزية)
- حسن جونسون على موقع ميوزك برينز (الإنجليزية)
- حسن جونسون على موقع قاعدة بيانات الفيلم (الإنجليزية)